# Constructions électriques de France
Pour les articles homonymes, voir CEF.
Les Constructions électriques de France (CEF) sont une ancienne entreprise française spécialisée dans la construction de locomotives électriques et de matériel roulant pour tramways. La société est fondée le 7 mars 1920. Elle rachète ensuite la licence de construction des appareils électriques auprès de la société anglaise Dick Kerr.

## Historique
- juin 1932 : La Société Constructions Électriques de France  fusionne avec Als-Thom. CEF construira 800 locomotives électriques avant la fusion.

## Les sites de production
- Vénissieux : production de matériel de tramways
- Tarbes : production de locomotives

## La production
La société des Constructions électriques de France a réalisé la construction de nombreuses séries de locomotives électriques françaises pour les anciennes compagnies :
- le PLM : les 1CC1 3700
- le PO : les BB 200, BB 1420, BB 4200, BB 4600 et BB 4700.
- le Midi : les BB 1500, BB 1600 et 2D2 5000.
- la Mine Burbach, Algrange : BB 18 M2, BB 18 S[1] locos industrielles à voie étroite